# Alain Richard (homme politique)
Pour les articles homonymes, voir Alain Richard.
 (juillet 2019).
Alain Richard, né le 29 août 1945 à Paris, est un homme politique français.
Il est ministre de la Défense de 1997 à 2002 et sénateur du Val-d'Oise de 2011 à 2023. Membre du Parti socialiste unifié (PSU) de 1962 à 1974, puis du Parti socialiste de 1974 à 2017, il est depuis membre de La République en marche.
Il est par ailleurs président du conseil d'administration de l'Institut de relations internationales et stratégiques (IRIS).

## Biographie

### Jeunesse et études
Alain Richard obtient son baccalauréat après avoir étudié au lycée Henri-IV. Il est titulaire d'un diplôme d’études supérieures de droit public, ainsi que d'un diplôme d’études littéraires générales (DUEL). Il est un ancien élève de l'Institut d'études politiques de Paris (1967), où il côtoie Jean-Paul Huchon.
Il est élève de l’ENA entre 1969-1971 (promotion Thomas-More), avec comme condisciples Michel Bon, Jean-Paul Huchon, François d'Aubert et Jean-Claude Trichet.

### Parcours politique
Alain Richard adhère au Parti socialiste unifié (PSU) en 1962.
Il fait son service militaire entre 1968-1969 (élève officier de réserve à Coëtquidan ; sergent au 67e Régiment d’Infanterie à Soissons).
Entre 1971-1978, il est auditeur puis maître des requêtes au Conseil d’État. Parallèlement, chargé d’enseignement aux universités de Reims, de Paris I et à l’Institut d'études politiques de Paris.
Il est ensuite membre du bureau national du PSU entre 1972-1974. En octobre 1974, il adhère au Parti socialiste.
Il est maire de Saint-Ouen-l'Aumône, ville du Val-d'Oise, entre 1977 et 1997 et entre 2002 et 2017.
Entre 1978-1993, il est député du Val-d'Oise, secrétaire puis vice-président de son groupe socialiste.
Entre 1981 et 1986, il est responsable du groupe majoritaire à la commission des lois. Il prend une part active à l’adoption de nombreuses réformes de cette législature.
Il intègre la (première) promotion 1981 des « Young Leaders » de la French-American Foundation.
Depuis 1981, il est membre du comité directeur (ensuite Conseil national) du Parti socialiste. Investi de diverses responsabilités à la direction du PS, notamment secrétaire national aux élections, puis au cadre de vie, dernièrement délégué national aux questions financières.
Il assure la vice-présidence de l’Assemblée nationale entre 1987 et 1988 et y est rapporteur général de la commission des Finances. À ce titre, il est étroitement associé à la politique économique et financière de la majorité entre 1988 et 1993
De 1978 à 1993, Alain Richard est juge titulaire à la Haute Cour de justice.
Entre 1989 et 1997, il préside le syndicat d'agglomération nouvelle (SAN) de Cergy-Pontoise. Durant ce mandat sont créés l’université de Cergy-Pontoise et une filière de traitement des déchets ménagers à l’échelle de l’agglomération, qui regroupe onze communes.
Il est conseiller d’État - en service au Conseil d’État entre 1993 et 1995.
Lors des élections sénatoriales françaises de 1995, il est élu sénateur du Val-d'Oise, secrétaire de la commission des finances  et membre de la délégation du Sénat pour l’Union européenne, membre du comité des finances locales, jusqu'à son remplacement en 1997 par Bernard Angels lors de son entrée au gouvernement Lionel Jospin, où il est du 2 juin 1997 au 6 mai 2002 ministre de la Défense.
D’après la liste arrêtée au 11 novembre 2003, il est membre du comité d’orientation scientifique de l'association fondée par Michel Rocard et Dominique Strauss-Kahn, « À gauche, en Europe ».
En janvier 2009, il est nommé président du Conseil départemental du développement durable du Val-d’Oise.
Il est élu sénateur pour la seconde fois lors des élections sénatoriales de 2011 dans le Val-d'Oise, et est membre la commission des lois ainsi que dans la commission des affaires européennes. Il est rapporteur de plusieurs textes de loi concernant les collectivités locales. Il siège par ailleurs au comité des finances locales.
En juin 2017, Alain Richard rejoint La République en marche et est réélu aux élections sénatoriales d’octobre.
En juin 2019, il est nommé co-président de la commission d'investiture LREM pour les élections municipales de 2020.
Candidat à sa réélection lors de l'élections sénatoriales de 2023 dans le Val-d'Oise, il est battu à deux voix près,,.

## Détail des fonctions et des mandats
Mandats locaux
- 1977-2017 : maire de Saint-Ouen-l'Aumône
- en cours : conseiller de la Communauté d'agglomération de Cergy-Pontoise

Mandats parlementaires
- 3 avril 1978 - 22 mai 1981 : député, élu dans la 1re circonscription du Val-d'Oise
- 2 juillet 1981 - 1er avril 1986 : député, élu dans la 1re circonscription du Val-d'Oise
- 2 avril 1986 - 14 mai 1988 : député, élu dans le département du Val-d'Oise
- 23 juin 1988 - 1er avril 1993 : député, élu dans la 2e circonscription du Val-d'Oise
- 2 octobre 1995 - 4 juillet 1997 : sénateur, élu dans le Val-d'Oise
- 1er octobre 2011  - 1er octobre 2023 : sénateur, élu dans le Val-d'Oise

Fonction ministérielle
- 4 juin 1997 - 7 mai 2002 : ministre de la Défense

## Distinctions personnelles
- Chevalier de la Légion d'honneur (décret du 31 décembre 2023)[9]